# Lion Schulman
Lion Schulman (Hilversum, 27 maart 1851 – Auschwitz, 19 februari 1943) was een Nederlandse schilder.

## Leven en werk
Schulman kwam uit een Joodse familie. Aanvankelijk trad hij in de voetsporen van zijn vader die goud- en zilversmid was. Rond 1870 ging hij in de leer bij schilder Jan de Rijk. Op voordracht van Arti et Amicitiae kreeg hij in 1880 een koninklijke subsidie, zodat hij les kon nemen bij J.H.B. Koekkoek. Met Koekkoek werkte hij enige tijd in Londen. Schulman opende kunsthandels in Rotterdam (1890), Hilversum (1894) en Laren (1898). Zijn zoon David Schulman hielp hem in de zaak in Laren. In 1895 organiseerde Schulman de eerste grote tentoonstelling van werken van Gooise schilders.
In 1929 ging Schulman, na het overlijden van zijn echtgenote Anna Frank, bij zijn dochter Margot en schoonzoon Willem Willing, een verslaggever van het Amersfoortsch Dagblad, in Amersfoort wonen. In de Tweede Wereldoorlog werden zij alle drie tot verhuizing naar Amsterdam gedwongen en Schulman werd in het rusthuis "Glück" in de Sarphatistraat 103hs ondergebracht. Na enkele dagen werd hij vervolgens via Westerbork naar het concentratiekamp Auschwitz gedeporteerd, waar hij in februari 1943 op 91-jarige leeftijd werd vergast.

## Enkele werken

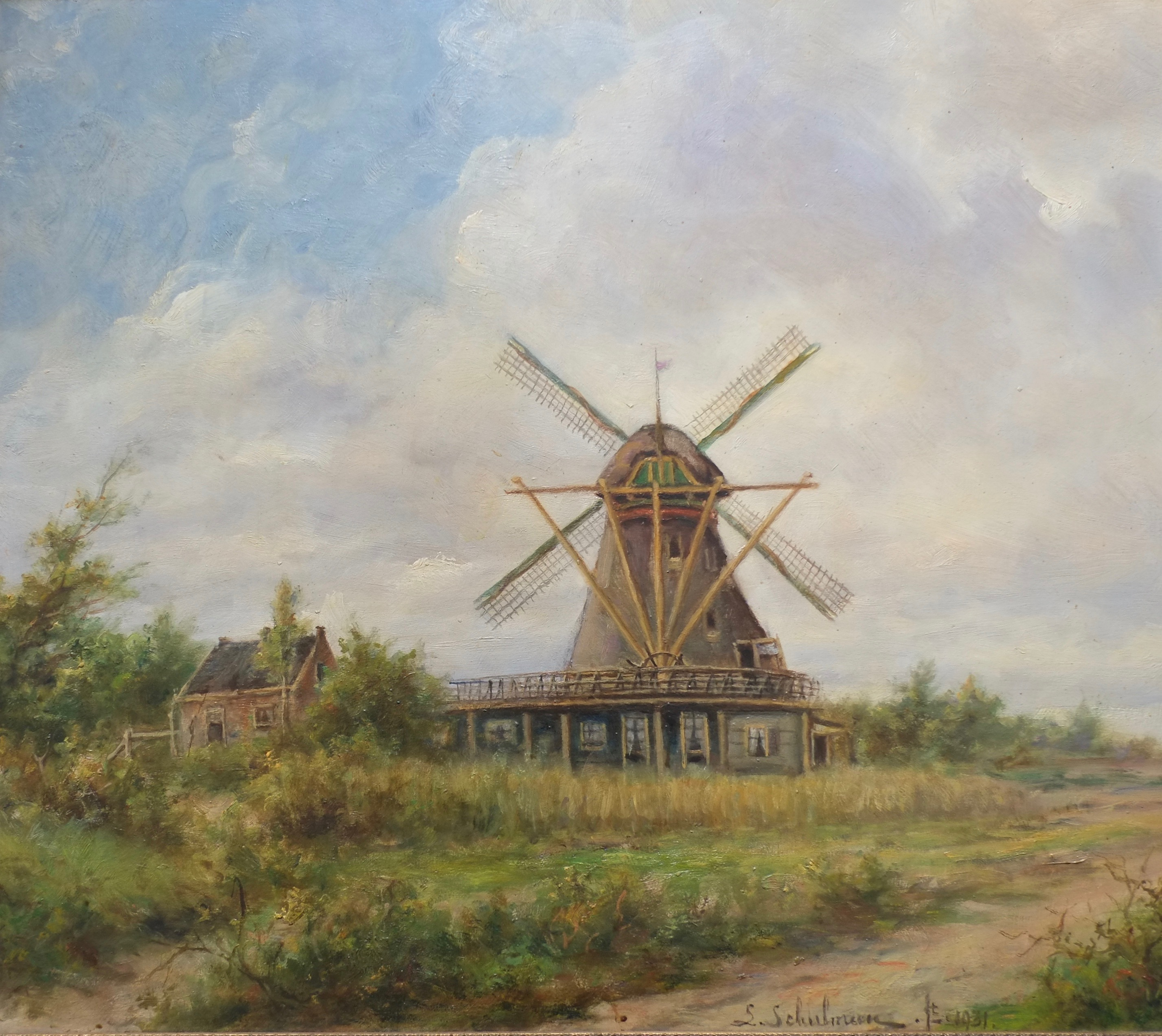
Molen, 1931
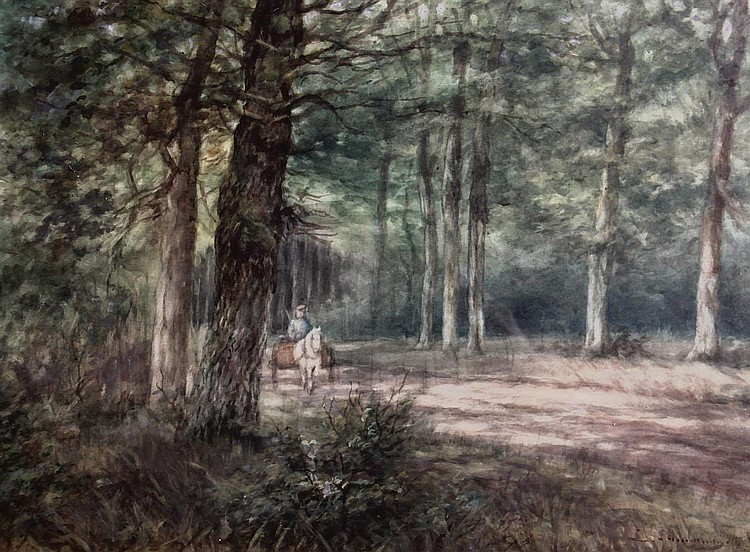
Houtsprokkelaar met kar
Gezicht op St. Annaparochie